# Піноккіо (серіал, 2014)
Піноккіо (Хангиль: 피노키오, Система Концевича: Пхінокхіо) — 2014—2015 південнокорейський телевізійний серіал, де в головних ролях Лі Чон Сок, Пак Сін Хє та Кім Йон Кван. Драма транслювалася на каналі SBS з 12 листопада 2014 по 15 січня 2015 по середах та четвергах о 21:55 (12:55 UTC) і має 20 серій.

## Сюжет
У 2000 році Кі Ха Мьон (Лі Чон Сок) живе щасливим життям зі своїми батьками і старшим братом Че Мьон, допоки його батько Кі Хо Сан, капітан пожежної команди, помирає від вибуху на фабриці під час спроби порятунку разом із декількома членами своєї команди. Коли тіло Хо Сана спочатку зникло, то ЗМІ зробили сенсацію, перетворивши його в козла відпущення. У битві за рейтинги, холодна та обачлива Сон Чха Ок, репортер MSC, стверджує, що Хо Сан вижив після вибуху і зараз переховуються через те, що відповідальний за смерть членів своєї команди. Тому сім'я Кі стає вигнанцями у своєму кварталі та об'єктом національного презирства. Жінка Кі Хо Сана зробила самогубство і вбила свого молодшого сина (Ха Мьона), стрибнувши з ним зі скелі. Че Мьон винить у їхній смерті ЗМІ, особливо, Чха Ок.
Але Ха Мьон вижив: був врятований з води Чхве Кон Пхільом, доброзичливим літнім чоловіком, який живе на острові Хянрі. Кон Пхіль, який має або хворобу Альцгеймера або втрату пам'яті внаслідок травми, вірить, що Ха Мьон є його старшим сином Чхве Таль Пхо, простаком, який помер тридцять років тому. Ха Мьон, який не має більше нікого у світі, приймає цей обман і вважає Кон Пхіля за свого батька. Кон Пхіль офіційно усиновляє Ха Мьона, називаючи його Таль Пхо і записуючи його до сімейного реєстру, як свого старшого сина. Через п'ять місяців після цього, коли молодший син Кон Пхіля, Чхве Таль Пхьон, переїжджає на острів зі своєю дочкою Чхве Ін Ха, то вони здивувалися словам Кон Пхіль, в яких говорилося звертатися до простого хлопця, як до свого «старшого брата» та «дядько», відповідно. Чхве Ін Ха (Пак Сін Хє) має «синдром Піноккіо», який викликає в неї гикавку щоразу, коли вона каже брехню. Вона поклоняється своїй матері і ненавидить життя на острові після розлучення їхній батьків. Юна дружба між Таль Пхо та Ін Ха  була зруйнована, коли він дізнався, що мати Ін Ха ніхто не інша, як Сон Чха Ок.
П'яти років по тому, Ін Ха і Таль Пхо є учням старшої школи і однокласникам у своїй старшій школі малого містечка. Таль Пхо, який справді є генієм, робить вигляд, що він дурний (як справжній Таль Пхо) і отримує всі нулі у балах за свої тести, щоб не розкрити обман в очах Чхве Кон Пхіля. Через своє останнє місце за оцінками в класі та неохайне сільське волосся, Таль Пхо не має друзів у школі, коли Ін Ха найпопулярніша дівчина у школі. Таль Пхо таємно любить Ін Ха, і він змушений приєднатися до телевізійної вікторини, щоб зупинити Ан Чхан Су, який закохався в Ін Ха, від признання в коханні до неї на національному ТБ. У телевізійній студії, він зустрічає продюсера програми Хван Кьо Тона, який був репортером YGN і одним із суперників Чха Ок, Але змінив кар'єру після того, що сталося із сім'єю Кі. Після того, як побачила Таль Пхо на ТБ, і, незважаючи на свій синдром Піноккіо, який обмежує її вибір кар'єри, Ін Ха вирішує стати журналістом.
У 2013 сім'я Чхве переїхала назад до міста. Ін Ха витратила три роки на навчання після коледжу, щоб стати репортером, але постійно провалювала своє інтерв'ю щодо роботи. З іншого боку, через скрутне становище сім'ї Чхве, Таль Пхо змушений працювати водієм таксі, щоб звести кінці з кінцями. Чха Ок, яка не бачила свою дочку десять років та є зараз відником нічних новин MSC і головою відділу, провалює Ін Ха на її останньому інтерв'ю, сказавши, що від репортер із синдромом Піноккіо не буде користі. Побачивши наскільки відмова матері поранила Ін Ха, Таль Пхо вирішує допомогти її досягти своєї мрії та каже, що він також хоче стати репортером. Місяць по тому, Ін Ха та Таль Пхо беруть участь у «сліпому» прослуховуванні компанії YGN щодо репортерів телевізійних новин, але тільки Таль Пхо отримав там роботу. Коли Таль Пхо зіткнувся з Кьо Тоном, теперішнім керівником відділу новин YGN, то розкриває свою справжню особистість, а також свої справжні мотиви щодо отримання цієї роботи, а саме, він хоче знайти свого старшого брата Че Мьона та очистити ім'я свого батька. Але чого не знає він, це те, що Че Мьон мститься працівникам фабрики, які збрехали про їхнього батька, вбивши двох із них та хибно звинувативши третього. Тим часом, рейтинг правдоподібності новин компанії MSC є надто низьким, тому Чха Ок наймає на роботу Ін Ха, використовуючи її синдром Піноккіо, як рекламний трюк. Отже, Таль Пхо та Ін Ха стають новачками на каналах, що між собою конкурують, і серед їхніх колег: Со Пом Чо, який є з багатої і чебольської сім'ї та пов'язаний з Ін Ха через помилковий номер мобільного телефону, і Юн Ю Ре, колишня сансен фанатка айдола, яка зараз використовує ці нав'язливі і рішучі риси у своїй новій роботі.
Пізніше по ходу своєї роботи, Ін Ха дізнається справжню особистість Таль Пхо, що він — Кі Ха Мьон, та відчуває огиду до того, що зробила її мати Чха Ок щодо його сім'ї під час пожежної аварії. Під час лекції проведеної Чха Ок, Ін Ха протистоїть проти неї, а після лекції присутня тоді, коли Таль Пхо розкриває Че Мьону, що він його старший брат Ха Мьон. Разом, вони намагаються прибрати Чха Ок завдяки їхнім правдивим звітам новин через, що поступово розкривають велику змову у індустрії новин.

## Акторський склад

### Головні актори
- Лі Чон Сок як Чхве Таль Пхо/Кі Ха Мьон[11][12][13][14][15]
  - Нам Та Рим як молодий Чхве Таль Пхо/Кі Ха Мьон: Після обманливих телевізійних новин, що зруйнували його сім'ю, Ха Мьон розпочинає нове життя, як Таль Пхо. Він приховує свій розум та минулі спогади за стіною. Його почуття до Ін Ха завжди суперечили з його ненавистю до її матері, але чим старше вони стають, тим більше він розумів, що не може їх відкинути. Після року працюванням водієм таксі, він вирішує стати репортером разом з Ін Ха, щоб підтвердити невинність своєї сім'ї ті показати репортеру Сон Чха Ок, що означає бути справжнім репортером. Однак, з часом Таль Пхо розуміє, що репортери повинні постійно боритися з ідеєю справедливості і правди у світі, де кожен хоче сховати факти заради своїх інтересів.
- Пак Сін Хє як Чхве Ін Ха[16][17][18][19][20]
  - Но Чон Ий як молода Ін Ха: Ін Ха страждає від синдрому Піноккіо через, що вона не може брехати без гикання. Замість того, щоб приховувати певні речі, вона вірить, що потрібно говорити їх, якими вони є. Ін Ха вирішує стати репортером, бо вірить, що так вона буде ближче до своєї матері Сон Чха Ок, яку вона завжди возвеличує. Уперта та вольова Ін Ха вірить, що всі телевізійні новини повинні бути повністю правдивими, і тому намагається це зробити. Разом із Таль Пхо, вона розкриває правду заховану за великою змовою, протистоячи своїй матері. Хоча спершу Ін Ха поводиться з Таль Пхо, як з членом сім'ї, але з часом зростання її почуттів до нього, призвело до зростання впевненості в почуттях через свою гикавку.
- Кім Йон Кван як Со Пом Чо[21]

Через те, що Пом Чо народився в багатій сім'ї, то жив нецікавим, але задоволеним життям, допоки не почав отримувати повідомлення від дівчини на ім'я Ін Ха, які були розраховані для її матері. Пом Чо стає заінтригованим через те, що повідомлення постійно приходять кожного року, і це збуджує його інтерес щодо зустрічі з Ін Ха. Покинувши свою роботу, як редактора часопису про моду, він вирішує приєднатися до Ін Ха та стати репортером. На своєму шляху вивчення, як стати репортером, Пом Чо швидко дізнається про силу ЗМІ та її процесу, в якому потрібно обирати між справедливістю і спорідненістю (сімейними зв'язками).

### Другорядні актори
MSC Прес-центр
- Чін Кьон як Сон Чха Ок: Відчужена матір Ін Ха. Холодна, безжалісна жінка, яка вибрала покинути свою сім'ю заради своєї кар'єри. Вона зрештою стає однієї з найкращих відників новин в індустрії.
- Кім Кван Кю як Кім Кон Чу: Керівник відділу новин MSC.
- Кім Йон Хун як Лі Іль Чу
- Ім Пьон Кі як Йон Ту Йон
- Юн Со Хьон як Лі Чу Хо

YGN Прес-центр
- Лі Пхіль Мо як Хван Кьо Тон: Керівник відділу новин YGN. Кьон Тон працює з гаслом «правда може змінити світ». Він спостерігає за Таль Пхо та намагається непомітно допомогти йому довести невинність його сім'ї.
- Лі Ю Пі як Юн Ю Ре: Минулий сансен фан, яка вирішила стати репортером.
- Мін Сон Ук як Чан Хьон Кю
- Кан Сін Іль як Лі йон Тхак
- Чо Ток Хьон як Чо Вон Ку
- Чху Су Хьон як Ім Че Хван

Сім'я
- Чон Ін Кі як Кі Хо Сан, батько Ха Мьона
- Чан Йон Нам як мати Ха Мьона
- Юн Кюн Сан як Кі Че Мьон, старший брат Ха Мьона
  - Сін Че Ха як молодий Че Мьон
- Пьон Хий Пон як Чхве Кон Пхіль, дідусь Ін Ха
- Сін Чон Кин як Чхве Таль Пхьон, батько Ін Ха
- Кім Хе Сук як Пак Ро Са: Заможній генеральний директор, який має декілька торгових центрів та, очевидно, є турботливою матір'ю, яка розбещує свого сина Пом Чо. Але Ро Са приховую свій темний бік, маючи змову із Сон Чха Ок, щоб навмисно робити новини, які б відвертали увагу від певних подій і захистили б її інтереси.

### Інші актори
- Лі Чу Син як Ан Чхан Су
- Пак Су Йон як Чон Кі Пон
- Юн Чін Йон як пожежник
- Йом Тон Хон як керівник фабрики as Factory supervisor
- Чхве Чон Хун як працівник фабрики
- Кім Йон Чун як сусідський хлопчик із синдромом Піноккіо
- Ан Сон Йон як письменник (сценарист) на телевізійній станції
- У Хьон як класний керівник хлопця Таль Пхо
- Ім То Йун як Ко Чі Хий
- Лі Чон Су як загублений турист
- Хон Хьон Хий як вчитель Юн
- Лі Син У як Ан Чун Кі, старша дитина батька Чхан Су

### Спеціальна поява
- Ім Сон Хун як гість вікторини (серія 1–2)
- Чан Кван як директор старшої школи (серія 2)
- Чон Ун Ін як Мін Чун Кук (серія 2)
- Чан Хан Чун як режисер (серія 2)
- Кім Мін Чон як дівчина для сліпого побачення Таль Пхо (світлина, серія 3)
- Лі Бо Йон як голос автомобільної навігації, Хє Сон (голос, серія 3)
- Кім Хий Чхоль як шпалери мобільного телефону Ю Ре (світлина, серія 8)
- Пе Сюзі як дівчина для сліпого побачення Пом Чо (світлина, серія 12)
- Ю Сан Хьон як Чха Кван У, громадський захисник Че Мьона (серія 12)
- Лі Чун як Fama, айдол співак, якого розслідували за справою про використання пропофолу (серія 19)[22]
- Каннам (співак) як студент викладача Чха Ок (серія 20)
- Сін Чеха у ролі себе (серія 20)

## Виробництво
Серіал об'єднав актора Лі Чон Сока та актрису Кім Хе Сук із сценаристом Пак Хє Рьон та телевізійним режисером Чо Су Вон, які співпрацювали рік назад над драмою «Я тебе почую» (2013).
Перше читання  сценарію пройшло в жовтні 2014 у SBS Production Center, що в Ільсані, Південна Корея.

## Рейтинги
- Сині числа зображують найнижчі рейтинги, а червоні числа — найвищі рейтинги.

| Серія # | Дата показу       | Назва серії                 | Середній відсоток глядачів | Середній відсоток глядачів               | Середній відсоток глядачів | Середній відсоток глядачів               |
| Серія # | Дата показу       | Назва серії                 | TNmS Ratings               | TNmS Ratings                             | AGB Nielsen                | AGB Nielsen                              |
| Серія # | Дата показу       | Назва серії                 | Загальнонаціональний       | Сеульський національний столичний регіон | Загальнонаціональний       | Сеульський національний столичний регіон |
| ------- | ----------------- | --------------------------- | -------------------------- | ---------------------------------------- | -------------------------- | ---------------------------------------- |
| 1       | 12 листопада 2014 | Піноккіо                    | 7.8 % (19-те)              | 9.9 % (14-те)                            | 7.8 % (19-те)              | 8.4 % (17-те)                            |
| 2       | 13 листопада 2014 | Гидке каченя                | 10.6 % (14-те)             | 12.8 % (6-те)                            | 9.8 % (15-те)              | 10.8 % (11-те)                           |
| 3       | 19 листопада 2014 | Снігова королева            | 9.4 % (18-те)              | 10.9 % (14-те)                           | 9.4 % (15-те)              | 10.9 % (11-те)                           |
| 4       | 20 листопада 2014 | Ромео і Джульєтта           | 10.6 % (14-те)             | 12.8 % (6-те)                            | 10.4 % (16-те)             | 11.8 % (10-те)                           |
| 5       | 26 листопада 2014 | Король має вуха осла        | 9.2 % (16-те)              | 11.6 % (9-те)                            | 10.2 % (13-те)             | 12.2 % (8-ме)                            |
| 6       | 27 листопада 2014 | Два роки канікул            | 11.0 % (11-те)             | 14.1 % (5-те)                            | 10.4 % (14-те)             | 12.1 % (7-ме)                            |
| 7       | 3 грудня 2014     | Жаба в криниці              | 8.9 % (18-те)              | 11.3 % (15-те)                           | 8.7 % (16-те)              | 9.6 % (16-те)                            |
| 8       | 4 грудня 2014     | Щасливий день               | 10.8 % (16-те)             | 12.7 % (10-те)                           | 10.2 % (16-те)             | 11.4 % (11-те)                           |
| 9       | 10 грудня 2014    | Гамельнський щуролов        | 9.2 % (16-те)              | 11.1 % (11-те)                           | 10.1 % (12-те)             | 11.9 % (8-те)                            |
| 10      | 11 грудня 2014    | Хлопчик, який кричав «Вовк» | 10.8 % (14-те)             | 13.2 % (6-те)                            | 10.7 % (14-те)             | 12.3 % (8-ме)                            |
| 11      | 17 грудня 2014    | Сон літньої ночі            | 11.1 % (14-те)             | 13.3 % (7-ме)                            | 10.4 % (15-те)             | 11.6 % (10-те)                           |
| 12      | 18 грудня 2014    | Чарівна флейта              | 11.3 % (14-те)             | 13.5 % (6-те)                            | 9.7 % (18-те)              | 10.9 % (15-те)                           |
| 13      | 24 грудня 2014    | Дари волхвів                | 10.4 % (14-те)             | 12.2 % (9-те)                            | 9.8 % (14-те)              | 11.1 % (8-ме)                            |
| 14      | 25 грудня 2014    | Гензель і Гретель           | 11.6 % (11-те)             | 13.3 % (9-те)                            | 10.8 % (14-те)             | 11.7 % (12-те)                           |
| 15      | 1 січня 2015      | Дон Кіхот                   | 13.3 % (9-те)              | 15.6 % (7-ме)                            | 12.9 % (9-те)              | 14.6 % (5-те)                            |
| 16      | 7 січня 2015      | Нове вбрання короля         | 12.9 % (9-те)              | 15.7 % (5-те)                            | 11.8 % (9-те)              | 14.0 % (5-те)                            |
| 17      | 8 січня 2015      | Шарлатна літера             | 12.7 % (8-ме)              | 15.1 % (5-те)                            | 12.9 % (5-те)              | 15.2 % (4-те)                            |
| 18      | 14 січня 2015     | Червоні черевички           | 12.6 % (8-ме)              | 16.0 % (5-те)                            | 11.9 % (8-ме)              | 13.3 % (5-те)                            |
| 19      | 14 січня 2015     | Північний вітер та сонце    | 12.1 % (11-те)             | 15.5 % (6-те)                            | 11.3 % (10-те)             | 12.1 % (7-ме)                            |
| 20      | 15 січня 2015     | Пітер Пен                   | 13.6 % (6-те)              | 16.7 % (5-те)                            | 13.3 % (5-те)              | 15.1 % (5-те)                            |
| Середнє | Середнє           | Середнє                     | 11.0 %                     | 13.4 %                                   | 10.6 %                     | 12.1 %                                   |

## Нагороди та номінації
| Рік  | Нагорода                                | Категорія                                                   | Отримувач                    | Результат |
| ---- | --------------------------------------- | ----------------------------------------------------------- | ---------------------------- | --------- |
| 2014 | 27-ма Премія Grimae                     | Кращий актор                                                | Лі Чон Сок                   | Перемога  |
| 2014 | Премія SBS драма                        | Нагорода за високу майстерність (актор спеціальної драми)   | Лі Чон Сок                   | Номінація |
| 2014 | Премія SBS драма                        | Нагорода за високу майстерність (акторка спеціальної драми) | Пак Сін Хє                   | Перемога  |
| 2014 | Премія SBS драма                        | Топ-10 зірок                                                | Лі Чон Сок                   | Перемога  |
| 2014 | Премія SBS драма                        | Топ-10 зірок                                                | Пак Сін Хє                   | Перемога  |
| 2014 | Премія SBS драма                        | Нагорода SBS Special                                        | Лі Чон Сок                   | Перемога  |
| 2014 | Премія SBS драма                        | Нагорода за популярність Netizen                            | Лі Чон Сок                   | Номінація |
| 2014 | Премія SBS драма                        | Нагорода за популярність Netizen                            | Пак Сін Хє                   | Номінація |
| 2014 | Премія SBS драма                        | Краща пара                                                  | Лі Чон Сок та Пак Сін Хє     | Перемога  |
| 2014 | Премія SBS драма                        | Нова зірка                                                  | Кім Йон Кван                 | Перемога  |
| 2014 | Премія SBS драма                        | Нова зірка                                                  | Лі Ю Пі                      | Перемога  |
| 2015 | 51-ша Премія мистецтв Пексан            | Краща акторка телебачення                                   | Пак Сін Хє                   | Номінація |
| 2015 | 51-ша Премія мистецтв Пексан            | Найпопулярніший актор телебачення                           | Лі Чон Сок                   | Перемога  |
| 2015 | 10-та Сеульська міжнародна премія драми | Видатна корейська драма                                     | Піноккіо                     | Перемога  |
| 2015 | 8-ма Премія корейської драми            | Нагорода за високу майстерність (актор)                     | Лі Чон Сок                   | Перемога  |
| 2015 | 8-ма Премія корейської драми            | Нагорода за високу майстерність (акторка)                   | Пак Сін Хє                   | Номінація |
| 2015 | 4та Премія «Зірок МААТР»                | Нагорода за високу майстерність (акторка мінісеріалу)       | Пак Сін Хє                   | Номінація |
| 2015 | 4та Премія «Зірок МААТР»                | Кращий юний актор                                           | Нам Та Рим                   | Перемога  |
| 2015 | 4та Премія «Зірок МААТР»                | Best Production Director                                    | Чо Су Вон                    | Перемога  |
| 2015 | 4та Премія «Зірок МААТР»                | Кращий оригінальний саундтрек                               | «Піноккіо» виконавця Roy Kim | Перемога  |

## Оригінальна звукова доріжка
Англійські назви пристосовані з iTunes Store, а деталі з Naver Music.
| #     | Назва                                                       | Автор слів               | Автор музики                | Виконавець(-ці)         | Тривалість |
| ----- | ----------------------------------------------------------- | ------------------------ | --------------------------- | ----------------------- | ---------- |
| 1.    | «First Love» (첫사랑; Cheossarang)                          | Jihoon, Tiger JK, Bizzy  | Conan                       | Tiger JK разом із Punch | 3:20       |
| 2.    | «Pinocchio» (피노키오; Pinokio)                             | Jihoon, Gu Ji-an         | Rocoberry                   | Roy Kim                 | 3:33       |
| 3.    | «Non-Fiction»                                               | Moon Sung-nam            | Moon Sung-nam, Jung Jae-woo | Every Single Day        | 4:24       |
| 4.    | «Love Is like Snow» (사랑은 눈처럼; Sarang-eun Nuncheoreom) | Пак Сін Вон, Conan, Roco | Rocoberry                   | Пак Сін Хє              | 3:19       |
| 5.    | «The Only Person» (하나뿐인 사람; Hanappunin Saram)         | Rocoberry                | Rocoberry                   | K.Will                  | 3:20       |
| 6.    | «Kiss Me»                                                   | Jihoon, Roco             | Rocoberry                   | Zion.T                  | 3:09       |
| 7.    | «Passionate to Me» (뜨겁게 나를; Tteugeopge Nareul)         | Jihoon                   | Jihoon                      | Younha                  | 3:49       |
| 8.    | «You're the One» (그대 하나로; Geudae Hanaro)               | Jihoon                   | Oh Chang-hoon, Park Sung-ho | Kim Bo-kyung            | 3:35       |
| 9.    | «Dreaming a Dream» (꿈을 꾸다; Kkumeul Kkuda)               | Jihoon, Gu Ji-an         | Roco                        | Пак Сін Хє              | 3:20       |
| 10.   | «Challenge»                                                 | Moon Sung-nam            | Moon Sung-nam               | Every Single Day        | 3:26       |
| 11.   | «My Story»                                                  | Moon Sung-nam            | Moon Sung-nam               | Every Single Day        | 3:22       |
| 12.   | «Tears in the Crowd (Strings)»                              |                          | Moon Sung-nam               | Різні виконавці         | 4:27       |
| 13.   | «Pino Dream (Strings)»                                      |                          | Moon Sung-nam               | Різні виконавці         | 3:52       |
| 14.   | «Calm and Passion»                                          |                          | Lee Kyung-sik               | Різні виконавці         | 2:56       |
| 15.   | «Mysteric Them»                                             |                          | Jung Cha-sik                | Різні виконавці         | 3:04       |
| 52:56 |                                                             |                          |                             |                         |            |

## Міжнародний показ
- КНР — Youku Tudou: Права на онлайн показ були продані за рекордною ціною US$280 000 за серію, зробивши її найдорожчою корейською драмою, що коли-небудь була продана КНР.[29][30] Станом на 23 січня 2015, драма зібрала 1 мільярд переглядів на китайському відео вебсайту Youku.[31][32]
- Індонезія — ONE TV ASIA, RCTI (3 червня 2015)[33]
- Японія — EISEI GEKIJO (衛星劇場 : Satellite Theater)[34]
- Малайзія — ONE TV ASIA і 8TV (Малайзія) [35]
- — Viva Plus[36]
- Сінгапур — ONE TV ASIA і Mediacorp Channel U
- Філіппіни — GMA Network (1 липня — 27 серпня 2015) і GMA News TV (перепоказ 11 липня по 5 серпня 2016)
- Республіка Китай — ETTV[37]
- США — KBFD
- Гонконг — Now TV
- Монголія — Mongol TV
- М'янма — Channel 7 (березень 2015 — травень 2015)
- Таїланд — Channel 7 і MEDIA84 (23 січня 2016; повтор: 10 лютого 2017)
- В'єтнам — HTV2 (15 червня 2016 — липень 2016)

## Виноски
1. ↑  Кожна назва серії — це уривок із добре відомих робіт у жанрі вигадки таких, як казки, романи та п'єси.
2. ↑  Пригоди Піноккіо
3. ↑  Гидке каченя
4. ↑  Снігова королева
5. ↑  Ромео і Джульєтта
6. ↑  Мідас
7. ↑  Два роки канікул
8. ↑  Китайська байка «井底之蛙» («жаба в криниці»)
9. ↑  Корейська коротка історія «Щасливий день[ko]» написана Хьон Чін Кон, опублікована 1924.
10. ↑  Гамельнський щуролов
11. ↑  Хлопчик, який кричав «Вовк»
12. ↑  Сон літньої ночі
13. ↑  Чарівна флейта
14. ↑  Дари волхвів
15. ↑  Гензель і Гретель
16. ↑  Дон Кіхот
17. ↑  Нове вбрання короля
18. ↑  Шарлатна літера
19. ↑  Червоні черевички
20. ↑  Північний вітер та сонце
21. ↑  Пітер Пен і Венді